# Google Agenda
Google Agenda (appelé Google Calendar en anglais) est une application Google qui permet de partager des événements et des agendas et de les publier sur internet ou sur un site Web. Son utilisation nécessite d'ouvrir un compte Google. Il est disponible sur internet, iOS et Android
L'application est disponible pour le grand public depuis le 13 avril 2006 et est sortie de phase Beta en juillet 2009[réf. nécessaire].
Il était possible d'utiliser certaines de ses fonctionnalités sans connexion internet grâce à Google Gears.

## Fonctionnalités
- Tenue et partage d'agendas. Publication d'événements personnels, pour diffusion à une liste de personnes, ou pour publication sur Internet.
- Les agendas sont sauvegardés sur internet, ils sont accessibles de n'importe quel navigateur web.
- interface Ajax, permettant notamment les glisser-déplacer.
- Envoi de rappels pour des événements :
  - par courriel ;
  - par popup (nécessite une fenêtre de navigateur avec Google Agenda ouverte).
- Invitations :
  - créer des invitations, envoi de celles-ci par courriel ;
  - possibilité de répondre ou de faire des commentaires même sans utiliser Google Agenda.
- Recherche d'événements : dans des agendas personnels ou partagés, possibilité de les ajouter à son propre agenda. Ajout direct d'évènements via le Gadget Google Agenda de Google Desktop.
- Accès depuis un téléphone mobile : notifications et rappels par SMS.
- importer des événements à partir de Microsoft Outlook ou au format iCalendar.
- ToDo list générale ou affectée à un jour donnée.

## Conformité au Règlement général sur la protection des données
En juillet 2022, à la suite d'une déclaration de compromission dans la sécurité des données en 2020 par la ville de Helsingør, l'autorité de protection des données du Danemark Datatilsynet déclare que l'usage dans les écoles danoises des Chromebooks et de Google Workspace —incluant Gmail, Google Docs, Calendar and Google Drive— est non conforme au Règlement général sur la protection des données européen (RGPD).